# Тіба Судзу
Тіба Судзу (11 серпня 1975) — японська плавчиня.
Учасниця Олімпійських Ігор 1992, 1996 років.
Призерка Чемпіонату світу з водних видів спорту 1991 року.
Переможниця Пантихоокеанського чемпіонату з плавання 1995 року, призерка 1991, 1993, 1999 років.
Переможниця Азійських ігор 1994 року, призерка 1990 року.